# Ploéven
Ploéven (tiếng Breton: Ploeven) là một xã của tỉnh Finistère, thuộc vùng Bretagne, miền tây bắc Pháp.

## Dân số
Người dân ở Ploéven được gọi là Ploévenois.